# Batalla de Preneste
La batalla de Preneste se llevó a cabo en el 487 a. C. tuvo lugar entre el ejército romano, dirigido por el cónsul Cayo Aquilio Tusco y los hérnicos. Los romanos ganaron la batalla.

## Antecedentes
El Senado romano envió una embajada a los hernicos, pidiendo cuentas de sus incursiones en la campiña romana, mientras que Roma estaba amenazada por los volscos, liderados por  Coriolano, en virtud de un tratado de alianza entre los romanos y los hernicos. A la respuesta de los hernicianos, que afirmaban que el tratado se había disuelto con la muerte de Tarquinio el Soberbio, se declaró la guerra entre los romanos y los hernicianos.

## La batalla
Cayo Aquilio Tusco, el cónsul al que se le había confiado la campaña contra los hérnicos, mientras que a su colega se le había confiado la campaña contra los volscos, llevó el ejército romano al territorio de Preneste, a doscientas etapas de Roma.
Durante dos días los dos ejércitos se enfrentaron, antes de llevarse a cabo la batalla final, provocados por los hernicos, que salieron en formación de sus cuarteles fortificados. El enfrentamiento fue duro y equilibrado; primero se enfrentaron los arqueros, luego los honderos, luego los caballeros y al final la infantería. Cuando el cónsul romano llamó a los más cansados de las primeras filas, para sustituirlos por los soldados de la reserva, los hernici interpretaron los movimientos como un fracaso de la primera línea romana, y lanzaron a sus hombres con más fuerza, pero sin obtener ningún resultado.
Al anochecer, sin ningún cambio en las primeras filas de los hernici, el cónsul instó a los caballeros a atacar el ala derecha del enemigo, que comenzó a ceder y abandonar la batalla. El ala izquierda de los hernici cedió sólo ante la llegada de las nuevas fuerzas romanas, liberadas del otro enfrentamiento, que buscaban escapar en su campamento.
Los romanos, ahora dueños del campamento, persiguieron a los enemigos en un intento de tomarlo, pero fueron detenidos por el cónsul y regresaron a sus propios campamentos. Al día siguiente los caballeros romanos informaron que los hernici, por la noche, habían abandonado sus campamentos y el campo de batalla.

## Consecuencias
Después de saquear el campamento enemigo, el ejército romano regresó a Roma, donde fue recibido con una ovación generalizada.